# Seznam inscenací Hudebních slavností v Bayreuthu
Seznam inscenací Hudebních slavností v Bayreuthu od jejich založení roku 1876 a jejich hlavní tvůrci.
| Rok         | Dílo                                 | Hudební vedení | Režie                   | Scéna                                       | Kostýmy                                    |
| ----------- | ------------------------------------ | --- | ----------------------- | ------------------------------------------- | ------------------------------------------ |
| 1876        | Prsten Nibelungův                    | Hans Richter | Richard Wagner          | Joseph Hoffmann                             | Carl Emil Doepler                          |
| 1882(–1933) | Parsifal                             | Hermann Levi (1882–84, 1886, 1889, 1891–92, 1894), Franz Fischer (1882-84, 1899), Richard Wagner (konec posledního představení 1882), Felix Mottl (1888, 1897), Anton Seidl (1897), Karl Muck (1901–02, 1906, 1908–09, 1911–12, 1914, 1924–25, 1927–28, 1930), Michael Balling (1904, 1906, 1908, 1911–12), Franz Beidler (1906), Siegfried Wagner (1909), Willibald Kaehler (1924–25), Arturo Toscanini (1931), Richard Strauss (1933) | Richard Wagner          | Max Brückner, Paul von Joukowsky            | Paul von Joukowsky                         |
| 1886(–1906) | Tristan a Isolda                     | Felix Mottl (1886, 1889, 1891–92, 1906), Michael Balling (1906) | Cosima Wagner           | Max Brückner                                | Joseph Flüggen                             |
| 1888(–1899) | Mistři pěvci norimberští             | Hans Richter (1888–89, 1892, 1899), Felix Mottl (1892) | August Harlacher        | Max Brückner                                |                                            |
| 1891(–1904) | Tannhäuser                           | Felix Mottl (1891–92), Richard Strauss (1894), Siegfried Wagner (1904) | Cosima Wagner           | Max Brückner                                | Joseph Flüggen                             |
| 1894(–1909) | Lohengrin                            | Felix Mottl (1894), Siegfried Wagner (1908–09), Karl Muck (1909) | Cosima Wagner           | Max Brückner                                | Joseph Flüggen                             |
| 1896(–1931) | Prsten Nibelungův                    | Hans Richter (1896–97, 1901–02, 1904, 1906, 1908), Felix Mottl (1896), Siegfried Wagner (1896–97, 1899, 1901–02, 1906, 1911–12, 1928), Franz Beidler (1904), Michael Balling (1909, 1911–12, 1914, 1924–25), Franz von Hoeßlin (1927–28), Karl Elmendorff (1930–31) | Cosima Wagner           | Max Brückner                                | Arpad Schmidhammer, Hans Thoma             |
| 1901(–1902) | Bludný Holanďan                      | Felix Mottl | Siegfried Wagner        | Max Brückner                                | Max Roßmann                                |
| 1911(–1925) | Mistři pěvci norimberští             | Hans Richter (1911–12), Fritz Busch (1924), Karl Muck (1925) | Siegfried Wagner        | Max Brückner                                | Daniela Thode                              |
| 1914        | Bludný Holanďan                      | Siegfried Wagner | Siegfried Wagner        | Siegfried Wagner                            | Daniela Thode, Max Roßmann                 |
| 1927(–1931) | Tristan a Isolda                     | Karl Elmendorff (1927–28), Arturo Toscanini (1930), Wilhelm Furtwängler (1931) | Siegfried Wagner        | Kurt Söhnlein                               | Daniela Thode, Irma Nierenheim             |
| 1930(–1931) | Tannhäuser                           | Arturo Toscanini | Siegfried Wagner        | Kurt Söhnlein                               | Daniela Thode, Irma Nierenheim             |
| 1933(–1934) | Mistři pěvci norimberští             | Karl Elmendorff, Heinz Tietjen | Heinz Tietjen           | Emil Preetorius                             | Emil Preetorius, Kurt Palm                 |
| 1933(–1942) | Prsten Nibelungův                    | Karl Elmendorff (1933–34, 1942), Heinz Tietjen (1934, 1936, 1938–39, 1941), Wilhelm Furtwängler (1936–37), Franz von Hoeßlin (1940) | Heinz Tietjen           | Emil Preetorius                             | Emil Preetorius, Kurt Palm                 |
| 1934(–1936) | Parsifal                             | Franz von Hoeßlin (1934), Richard Strauss (1934), Wilhelm Furtwängler (1936) | Heinz Tietjen           | Alfred Roller                               | Emil Preetorius, Alfred Roller             |
| 1936(–1937) | Lohengrin                            | Wilhelm Furtwängler (1936), Heinz Tietjen (1936–37) | Heinz Tietjen           | Emil Preetorius                             | Emil Preetorius                            |
| 1937(–1939) | Parsifal                             | Wilhelm Furtwängler (1937), Franz von Hoeßlin (1938–39) | Heinz Tietjen           | Wieland Wagner                              | Alfred Roller, Wieland Wagner              |
| 1938(–1939) | Tristan a Isolda                     | Karl Elmendorff (1938), Victor de Sabata (1939) | Heinz Tietjen           | Emil Preetorius                             | Emil Preetorius                            |
| 1939(–1942) | Bludný Holanďan                      | Karl Elmendorff (1939–41), Richard Kraus (1942) | Heinz Tietjen           | Emil Preetorius                             | Emil Preetorius                            |
| 1943(–1944) | Mistři pěvci norimberští             | Wilhelm Furtwängler, Hermann Abendroth | Heinz Tietjen           | Wieland Wagner                              | Kurt Palm, Emil Preetorius, Wieland Wagner |
| 1951(–1973) | Parsifal                             | Hans Knappertsbusch (1951–52, 1954–64), Clemens Krauss (1953), André Cluytens (1957, 1965), Pierre Boulez (1966–68, 1970), Horst Stein (1969), Eugen Jochum (1971–73) | Wieland Wagner          | Wieland Wagner                              | Charlotte Vocke                            |
| 1951(–1952) | Mistři pěvci norimberští             | Herbert von Karajan (1951), Hans Knappertsbusch (1951–52) | Rudolf Otto Hartmann    | Hans C. Reissinger                          | Margarete Kaulbach                         |
| 1951(–1958) | Prsten Nibelungův                    | Herbert von Karajan (1951), Hans Knappertsbusch (1951, 1956–58), Joseph Keilberth (1952–56), Clemens Krauss (1953) | Wieland Wagner          | Wieland Wagner                              | Ingrid Jorissen                            |
| 1952(–1953) | Tristan a Isolda                     | Herbert von Karajan (1952), Eugen Jochum (1953) | Wieland Wagner          | Wieland Wagner                              | Fred Thiel                                 |
| 1953(–1954) | Lohengrin                            | Joseph Keilberth (1953–54), Eugen Jochum (1954) | Wolfgang Wagner         | Wolfgang Wagner                             | Fred Thiel                                 |
| 1954(–1955) | Tannhäuser                           | Joseph Keilberth (1954–55), Eugen Jochum (1954), André Cluytens (1955) | Wieland Wagner          | Wieland Wagner                              | Kurt Palm                                  |
| 1955(–1956) | Bludný Holanďan                      | Joseph Keilberth (1955–56), Hans Knappertsbusch (1955) | Wolfgang Wagner         | Wolfgang Wagner                             | Kurt Palm                                  |
| 1956(–1960) | Die Meistersinger von Nürnberg       | André Cluytens (1956–58), Erich Leinsdorf (1959), Hans Knappertsbusch (1960) | Wieland Wagner          | Wieland Wagner                              | Kurt Palm                                  |
| 1957(–1959) | Tristan a Isolda                     | Wolfgang Sawallisch | Wolfgang Wagner         | Wolfgang Wagner                             | Kurt Palm                                  |
| 1958(–1962) | Lohengrin                            | André Cluytens (1958), Lovro von Matačić (1959), Heinz Tietjen (1959), Ferdinand Leitner (1960), Lorin Maazel (1960), Wolfgang Sawallisch (1962) | Wieland Wagner          | Wieland Wagner                              | Kurt Palm                                  |
| 1959(–1965) | Bludný Holanďan                      | Wolfgang Sawallisch (1959–61), Otmar Suitner (1965) | Wieland Wagner          | Wieland Wagner                              | Kurt Palm                                  |
| 1960(–1964) | Prsten Nibelungův                    | Rudolf Kempe (1960–63), Berislav Klobučar (1964) | Wolfgang Wagner         | Wolfgang Wagner                             | Kurt Palm                                  |
| 1961(–1967) | Tannhäuser                           | Wolfgang Sawallisch (1961–62), Otmar Suitner (1964), André Cluytens (1965), Carl Melles (1966), Berislav Klobučar (1967) | Wieland Wagner          | Wieland Wagner                              | Kurt Palm                                  |
| 1962(–1970) | Tristan a Isolda                     | Karl Böhm (1962–64, 1966, 1968–70) | Wieland Wagner          | Wieland Wagner                              | Kurt Palm                                  |
| 1963(–1964) | Mistři pěvci norimberští             | Thomas Schippers (1963), Karl Böhm (1964), Robert Heger (1964) | Wieland Wagner          | Wieland Wagner                              | Kurt Palm                                  |
| 1965(–1969) | Prsten Nibelungův                    | Karl Böhm (1965–66; Valkýra a Soumrak bohů 1967), Otmar Suitner (1966–67), Lorin Maazel (1968) | Wieland Wagner          | Wieland Wagner                              | Kurt Palm                                  |
| 1967(–1972) | Lohengrin                            | Rudolf Kempe (1967), Berislav Klobučar (1967), Alberto Erede (1968), Silvio Varviso (1971–72) | Wolfgang Wagner         | Wolfgang Wagner                             | Kurt Palm                                  |
| 1968(–1975) | Mistři pěvci norimberští             | Berislav Klobučar (1968–69), Hans Wallat (1970), Silvio Varviso (1973–74), Heinrich Hollreiser (1975) | Wolfgang Wagner         | Wolfgang Wagner                             | Kurt Palm                                  |
| 1969(–1971) | Bludný Holanďan                      | Silvio Varviso (1969–70), Karl Böhm (1971), Hans Wallat (1971) | August Everding         | Josef Svoboda                               | Jörg Zimmermann                            |
| 1970(–1975) | Prsten Nibelungův                    | Horst Stein | Wolfgang Wagner         | Wolfgang Wagner                             | Kurt Palm                                  |
| 1972(–1978) | Tannhäuser                           | Erich Leinsdorf (1972), Horst Stein (1972–73), Heinrich Hollreiser (1973–74), Colin Davis (1977–78) | Götz Friedrich          | Jürgen Rose                                 | Jürgen Rose                                |
| 1974(–1977) | Tristan a Isolda                     | Carlos Kleiber (1974–76), Horst Stein (1977) | August Everding         | Josef Svoboda                               | Reinhard Heinrich                          |
| 1975(–1981) | Parsifal                             | Horst Stein (1975–81), Hans Zender (1975) | Wolfgang Wagner         | Wolfgang Wagner                             | Reinhard Heinrich                          |
| 1976(–1980) | Prsten Nibelungův („Stoletý prsten“) | Pierre Boulez | Patrice Chéreau         | Richard Peduzzi                             | Jaques Schmidt                             |
| 1978(–1985) | Bludný Holanďan                      | Dennis Russell Davies (1978–80), Peter Schneider (1981–82), Woldemar Nelsson (1984–85) | Harry Kupfer            | Peter Sykora                                | Reinhard Heinrich                          |
| 1979(–1982) | Lohengrin                            | Edo de Waart (1979), Woldemar Nelsson (1980–82) | Götz Friedrich          | Günther Uecker                              | Frida Parmeggiani                          |
| 1981(–1987) | Tristan a Isolda                     | Daniel Barenboim | Jean-Pierre Ponnelle    | Jean-Pierre Ponnelle                        | Jean-Pierre Ponnelle                       |
| 1981(–1988) | Mistři pěvci norimberští             | Mark Elder (1981), Horst Stein (1982–84, 1986), Michael Schønwandt (1987–88) | Wolfgang Wagner         | Wolfgang Wagner                             | Reinhard Heinrich                          |
| 1982(–1988) | Parsifal                             | James Levine (1982–86, 1988), Daniel Barenboim (1987) | Götz Friedrich          | Andreas Reinhardt                           | Andreas Reinhardt                          |
| 1983(–1986) | Prsten Nibelungův                    | Georg Solti (1983), Peter Schneider (1984–86) | Peter Hall              | William Dudley                              | William Dudley                             |
| 1985(–1995) | Tannhäuser                           | Giuseppe Sinopoli | Wolfgang Wagner         | Wolfgang Wagner                             | Reinhard Heinrich                          |
| 1987(–1993) | Lohengrin                            | Peter Schneider | Werner Herzog           | Henning von Gierke                          | Henning von Gierke                         |
| 1988(–1992) | Prsten Nibelungův                    | Daniel Barenboim | Harry Kupfer            | Hans Schavernoch                            | Reinhard Heinrich                          |
| 1989(–2001) | Parsifal                             | James Levine (1989–93), Giuseppe Sinopoli (1994–99), Christoph Eschenbach (2000), Christian Thielemann (2001) | Wolfgang Wagner         | Wolfgang Wagner                             | Reinhard Heinrich                          |
| 1990(–1999) | Bludný Holanďan                      | Giuseppe Sinopoli (1990–93), Peter Schneider (1994, 1998–99) | Dieter Dorn             | Jürgen Rose                                 | Jürgen Rose                                |
| 1993(–1999) | Tristan a Isolda                     | Daniel Barenboim | Heiner Müller           | Erich Wonder                                | Yōji Yamamoto                              |
| 1994(–1999) | Prsten Nibelungův                    | James Levine | Alfred Kirchner         | Rosalie                                     | Rosalie                                    |
| 1996(–2002) | Mistři pěvci norimberští             | Daniel Barenboim (1996–99), Christian Thielemann (2000–2002) | Wolfgang Wagner         | Wolfgang Wagner                             | Reinhard Heinrich                          |
| 1999(–2005) | Lohengrin                            | Antonio Pappano (1999–2001), Andrew Davis (2002–2003), Peter Schneider (2005) | Keith Warner            | Stefanos Lazaridis                          | Sue Blane                                  |
| 2000(–2004) | Prsten Nibelungův                    | Giuseppe Sinopoli (2000), Ádám Fischer (2001–2004) | Jürgen Flimm            | Erich Wonder                                | Florence von Gerkan                        |
| 2002(–2007) | Tannhäuser                           | Christian Thielemann (2002–2005), Christoph Ulrich Meier (2007) | Philippe Arlaud         | Philippe Arlaud                             | Carin Bartels                              |
| 2003(–2006) | Bludný Holanďan                      | Marc Albrecht | Claus Guth              | Christian Schmidt                           | Christian Schmidt                          |
| 2004(–2007) | Parsifal                             | Pierre Boulez (2004–2005), Ádám Fischer (2006–2007) | Christoph Schlingensief | Daniel Angermayr, Thomas Goerge             | Tabea Braun                                |
| 2005(–2012) | Tristan a Isolda                     | Eiji Ōue (2005), Peter Schneider (2006–2012) | Christoph Marthaler     | Anna Viebrock                               | Anna Viebrock                              |
| 2006(–2010) | Prsten Nibelungův                    | Christian Thielemann | Tankred Dorst           | Frank Philipp Schlößmann                    | Bernd Ernst Skodzig                        |
| 2007(–2011) | Mistři pěvci norimberští             | Sebastian Weigle | Katharina Wagner        | Tilo Steffens                               | Michaela Barth                             |
| 2008(–2012) | Parsifal                             | Daniele Gatti (2008–2011), Philippe Jordan '2012) | Stefan Herheim          | Heike Scheele                               | Gesine Völlm                               |
| 2010(–2015) | Lohengrin                            | Andris Nelsons (2010–2014), Alain Altinoglu (2015) | Hans Neuenfels          | Reinhard von der Thannen                    | Reinhard von der Thannen                   |
| 2011(–2014) | Tannhäuser                           | Thomas Hengelbrock (2011), Peter Tilling (2011), Christian Thielemann (2012), Axel Kober (2013, 2014) | Sebastian Baumgarten    | Joep van Lieshout                           | Nina von Mechow                            |
| 2012(–?)    | Bludný Holanďan                      | Christian Thielemann (2012–2014), Axel Kober (2015, 2016) | Jan Philipp Gloger      | Christof Hetzer                             | Karun Jud                                  |
| 2013(–?)    | Prsten Nibelungův                    | Kirill Petrenko (2013–2015), Marek Janowski (2016) | Frank Castorf           | Aleksandar Denić                            | Adriana Braga Peretzki                     |
| 2015(–?)    | Tristan a Isolda                     | Christian Thielemann | Katharina Wagner        | Frank Philipp Schlößmann a Matthias Lippert | Thomas Kaiser                              |